# Bitou
Bitou es un municipio local sudafricano situado en el distrito de Eden, en la provincia de Cabo Occidental.

## Superficie
Bitou tiene una superficie de 991,9 km².

## Demografía
En 2022, tenía 65 240 habitantes, una densidad poblacional de 65,78 hab./km², y 21 848 viviendas.